# گل گندم کرک‌دار
گل گندم کرک‌دار (نام علمی: Carthamus leucocaulos) نام یک گونه از تیره کاسنیان است.